# イギリス国鉄マーク3客車
イギリス国鉄マーク3客車（British Rail Mark 3）は、1975年に量産を開始したイギリス国鉄の制式客車の一系列である。1963年登場のマーク2客車の後継となる第三世代の制式客車群として、1975年から1988年の13年間にイギリス国鉄の車両製造部門（British Rail Engineering Limited、略称BREL）のダービー工場（Derby Works）において合計848両が生産された。
最高速度200km/hでの運転に対応した設計であり、インターシティー125の中間客車用として登場したグループと、機関車列車牽引用に登場したグループに大別される。
1994年の国鉄民営化後は各種新型車両への置き換えも進められているが、現在でもイギリス各地の列車運行会社で広く用いられている。

## 導入の経緯

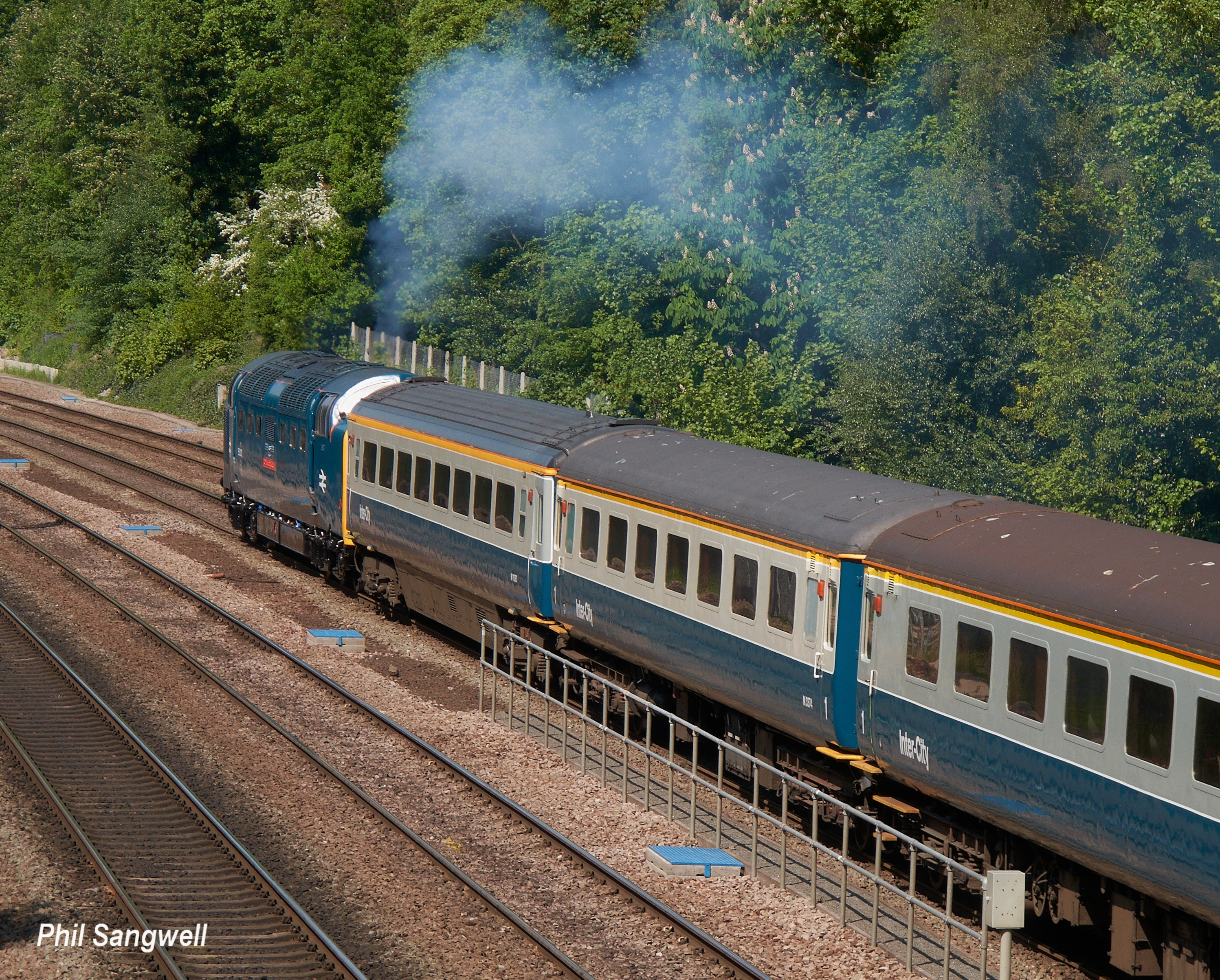
55形ディーゼル機関車「デルティック」に牽引されるマーク3客車（機関車と連結された1両目）と、完全固定窓のマーク2客車後期型（2両目以後）。
マーク2客車の後期型は外観上マーク3客車に類似するが、車体の屋根と床下、それに台車が大きく異なる。

列車の速度向上による長距離列車の所要時間短縮を狙い、最高速度200km/hに対応したマーク3客車の開発が開始された。1972年にHSTの試作車として8両が登場し、41形が両端を挟む編成を組成した。HST用の量産車としては1976年に登場し、編成の両端部に43形ディーゼル機関車を連結したインターシティー125（以下：IC125）として最高速度200km/hでの運用に投入された。
これと並行してウェスト・コースト本線の電気機関車牽引列車での運行用にマーク3A客車も開発されており、インターシティ125向けより1年先行して1975年に量産を開始している。マーク3A客車とその改良増備型のマーク3B客車は電気機関車の86形、87形、90形、ディーゼル機関車の67形などと連結して運用されている。

## 設計と設備
インターシティ125において200km/hでの高速運転を実施する必要から、先代のマーク2客車とは全く異なる、完全新規設計となっている。外観はマーク2客車の中でも1971年量産開始の空調標準搭載・側窓が固定窓化改良車のマーク2D以降の各グループに類似するが、屋根がマーク2客車では滑らかなのに対して、マーク3客車は前後方向に多数の突起が伸びている点で容易に識別可能である。マーク3客車の全長はマーク2客車より10フィート（約3m）長い23mとなり、車体構造は完全なモノコック構造となっており、高い強度と耐衝撃性を有する。
マーク3客車用のBT10ボギー台車は、空気ばねを枕ばねとしてボルスタアンカーを枕梁・台車枠間の牽引力伝達に用い、さらに軸箱支持機構として直進安定性に優れた軸梁式を採用する、現代的な構造の高速2軸ボギー台車である。複列の金属ばねを枕ばねとし、ウィングばねを軸ばねとしていたマーク2客車用のB4台車と比較するとその設計には明らかな進歩や改良が認められるが、枕ばねはB4と同様に枕梁と揺れ枕の間に設置し、枕梁は心皿と側受で車体を支持する従来通りのインダイレクトマウント構造が採用されている。一方、基礎ブレーキ装置としてはマーク2客車用B4台車で標準であった踏面ブレーキより効果的に減速が可能で作動音が静かなディスクブレーキが用いられている。これらの改良により、マーク2客車の最高時速100マイル（約160km）に対して、マーク3客車は最高時速125マイル（約200km）での高速運転が可能となった。
配電板や冷房装置などのサービス機器は空気抵抗を考慮して配置されている。冷房装置のエバポレーターや圧縮機といった機器類をマーク2客車では屋根上と床下に分散配置したのに対し、マーク3客車では床下に集中配置している。照明やエアコン関係の装備品は、製造当初からシーリングパネルによって覆われている。
この他の新機軸（正確にはマーク2F客車で先行採用）としては、床の圧力パッドを踏むと作動する、気圧作動式の自動貫通扉が採用されたほか、デッキの乗降用外開き式ドアにも集中制御式の自動ロック機構が装備されている。
エアコンや照明などの電気機器類は三相交流415/240V・50Hzの電源で駆動するが、電源供給方式はHST用と一般機関車用とで異なる。HST用では上記の電圧・周波数の三相交流電源を、両端の動力車に搭載した補助発電機から供給する。一般機関車用では機関車から給電される（客車内電気暖房用として一般的な）直流/単相交流1,000Vを、床下の電動発電機で三相交流式 415/240V 50Hzに変換してから各種車内機器に供給する。また、HST用のマーク3客車については、連結器の左右にバッファー（緩衝器）が配置されていないのも特徴である。
マーク3A客車には寝台車（SLE車）も存在しており、マーク1客車の寝台車の後継として202両が生産され、現在でもナイト・リビエラとカレドニアン・スリーパーの各列車で運用されている。

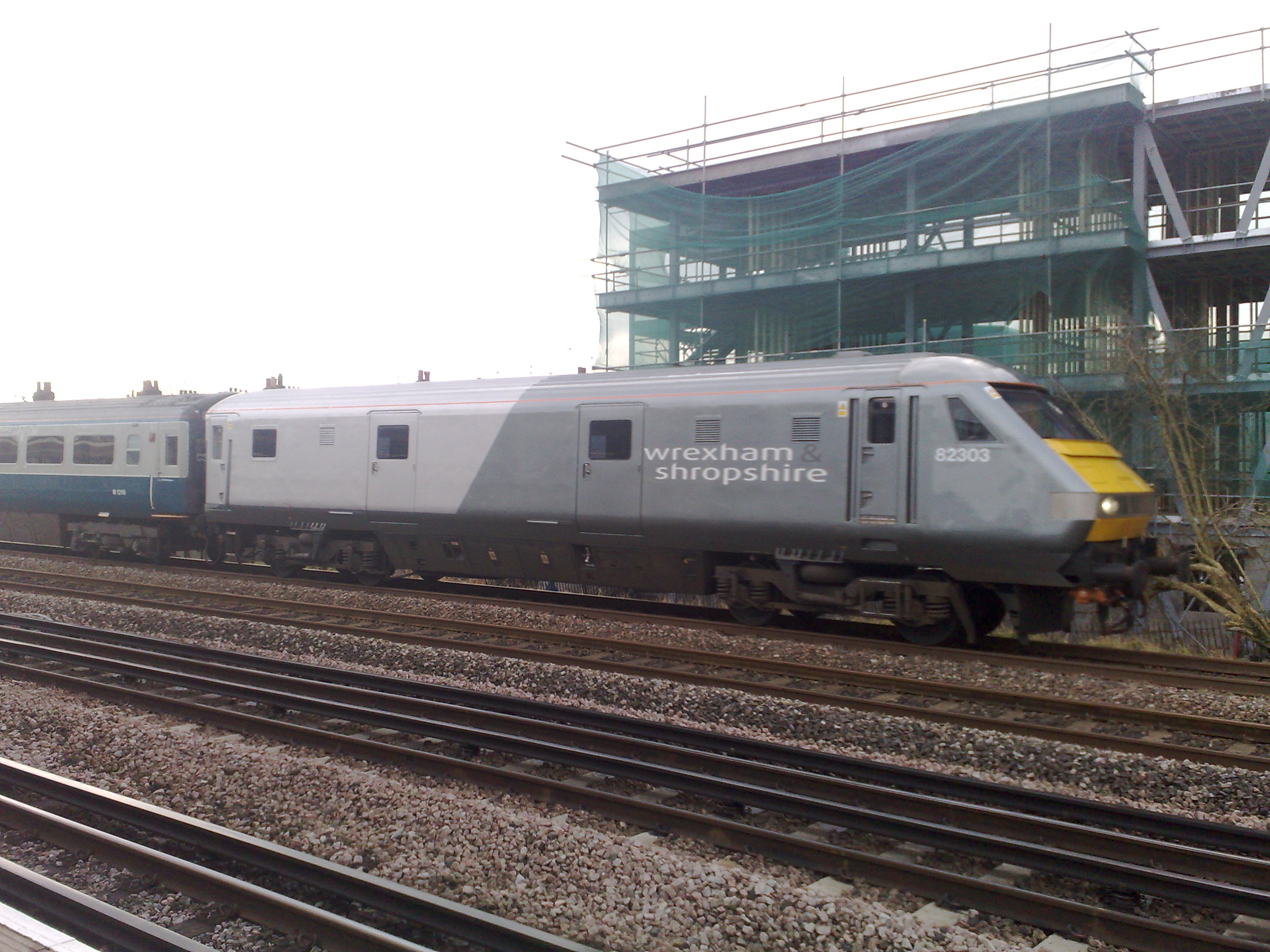
制御荷物車（Driving Van Trailer）
レクサム&シュロップシャーの塗装。
マーク3制御荷物車の先頭形状は90・91形電気機関車のものに似た形状となっている。

後期型のマーク3B客車は、西海岸本線の列車に1等座席車増結用に製造された。基本構造はマーク3A客車の1等座席車同様ながら、照明やシートなどの内装が改良されている。また、機関車を連結した側とは反対側の編成末端部に連結してプッシュプル運転を行うための制御荷物車（以下：DVT）も同時期に開発・製造されている。なお、DVTの運転台より後方が客車ではなく荷物車とされているのは、当時のイギリスの法律で最高時速160km以上で走行する列車の先頭車への乗客の乗車が認められなかったためである。

## 形式と生産数
| 形式     | 製造年度        | 機能                                                                      | 製造数 |
| -------- | --------------- | ------------------------------------------------------------------------- | --- |
| マーク3  | 1972年          | 試作車                                                                    | RSB×1両 (10000), RUK×1両 (10100), FO（1等車）×4両 (11000-11003), TSO（2等車）×4両 (12000-12003), 合計10両 |
| マーク3  | 1976年 - 1982年 | インターシティー125用量産車 連結器の左右の緩衝器が無い。                  | TRSB（ビュッフェ付2等車）×37両 (40001-40037), TRSB×58両 (40300-40357), TRUK（キッチン付食堂車）×20両 (40501-40520), TF（1等車）×167両 (41003-41169), TS（2等車）×339両 (42003-42341), TGS（車掌室付2等車）×102両 (44000-44101), 合計723両 |
| マーク3A | 1975年 - 1984年 | 一般的な機関車牽引用 連結器の左右に、緩衝器（バッファ）が装着されている。 | Royal（英国王室用お召し客車）×2両 (2914–2915), RFB（食堂車）×28両 (10001-10028), SLEP×120両 (10500-10619), SLE×88両 (10646-10733), FO×60両 (11004-11063), TSO×165両 (12004-12168), 合計463両                                              |
| マーク3B | 1985年 - 1988年 | 後期型。機関車牽引用 照明や座席などが改良されている。                     | Royal×2両 (2922–2923), FO×38両 (11064-11101), BFO×3両 (17173-17175), DVT（制御荷物車）×52両 (82101-82152), 合計95両 |

## 運用
1977年に英国王室用お召し列車向けに用意された9両の特別客車のうち、7両はマーク3客車、2両はHST試作車編成の改造車が使用されている。

### 運用会社一覧
運用中
- チルターン・レイルウェイズ
- クロスカントリー
- イースト・ミッドランズ・レールウェイ（英語版）
- グレート・ウェスタン・レールウェイ
- アベリオ・スコットレール
- ネットワーク・レール
- その他

過去の運用会社
- イギリス国鉄
- グレート・ノース・イースタン・レイルウェイ
- ナショナル・エクスプレス・イースト・コースト（英語版）
- イースト・コースト（英語版）
- ヴァージン・トレインズ・イースト・コースト
- ロンドン・ノース・イースタン・レールウェイ
- ヴァージン・トレインズ
- ヴァージン・クロスカントリー
- ミッドランド・メインライン
- イースト・ミッドランズ・トレインズ（英語版）
- ナショナル・エクスプレス・スコットレール
- ファースト・スコットレール
- ナショナル・エクスプレス・イースト・アングリア（英語版）
- グレーター・アングリア（英語版）
- アリーヴァ・トレインズ・ウェールズ
- トランスポート・フォー・ウェールズ・レール・サービス（英語版）
- レクサム&シュロップシャー（英語版）
- ハル・トレインズ
- グランド・セントラル・レールウェイ（英語版）
- その他

### ネットワーク・レール

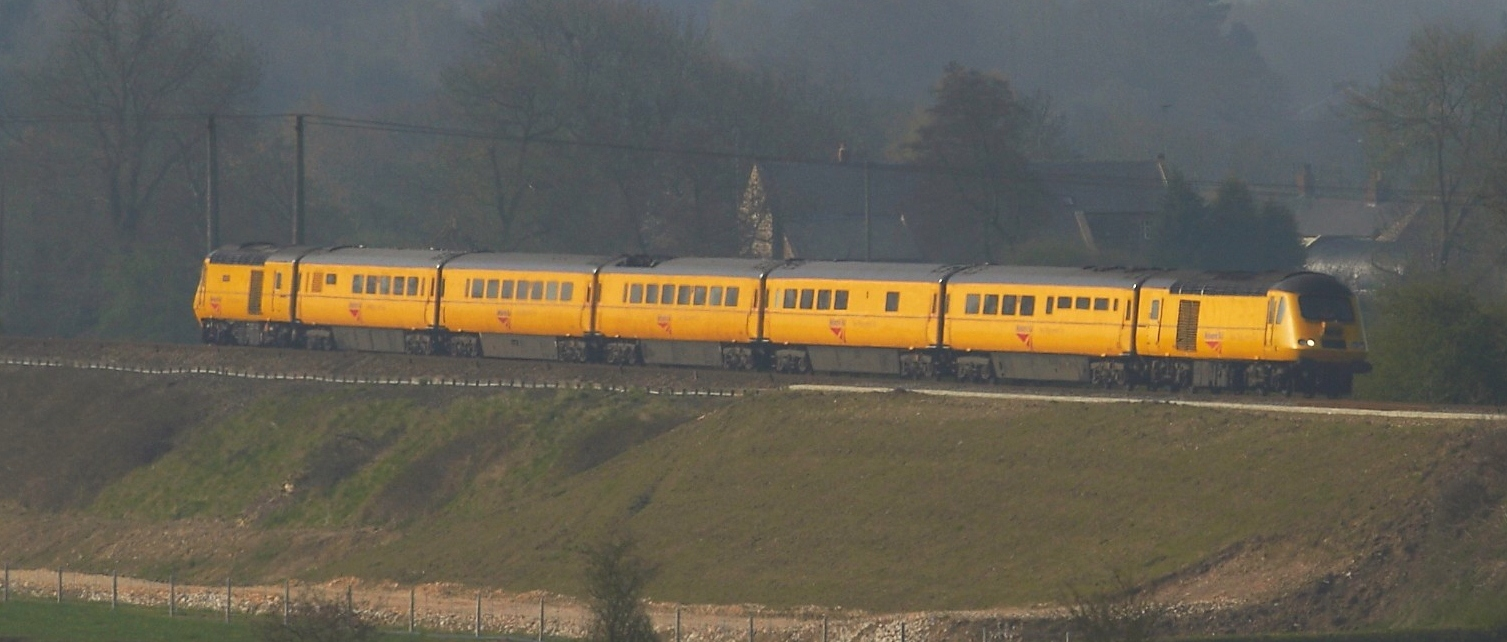
ネットワーク・レールのNMT編成。中間のマーク3客車の1両に架線検測用のパンタグラフを搭載。

鉄道施設の維持管理・保守を行うネットワーク・レールは、2003年にHSTを種車としたNew Measurement Train（NMT）を1編成導入した。同車のマーク3客車にはレールや架線などの各種線路設備の検査用機器が多数搭載されており、その中には架線検査用にパンタグラフを装備した車両もある。

### グランド・セントラル・レイルウェイ

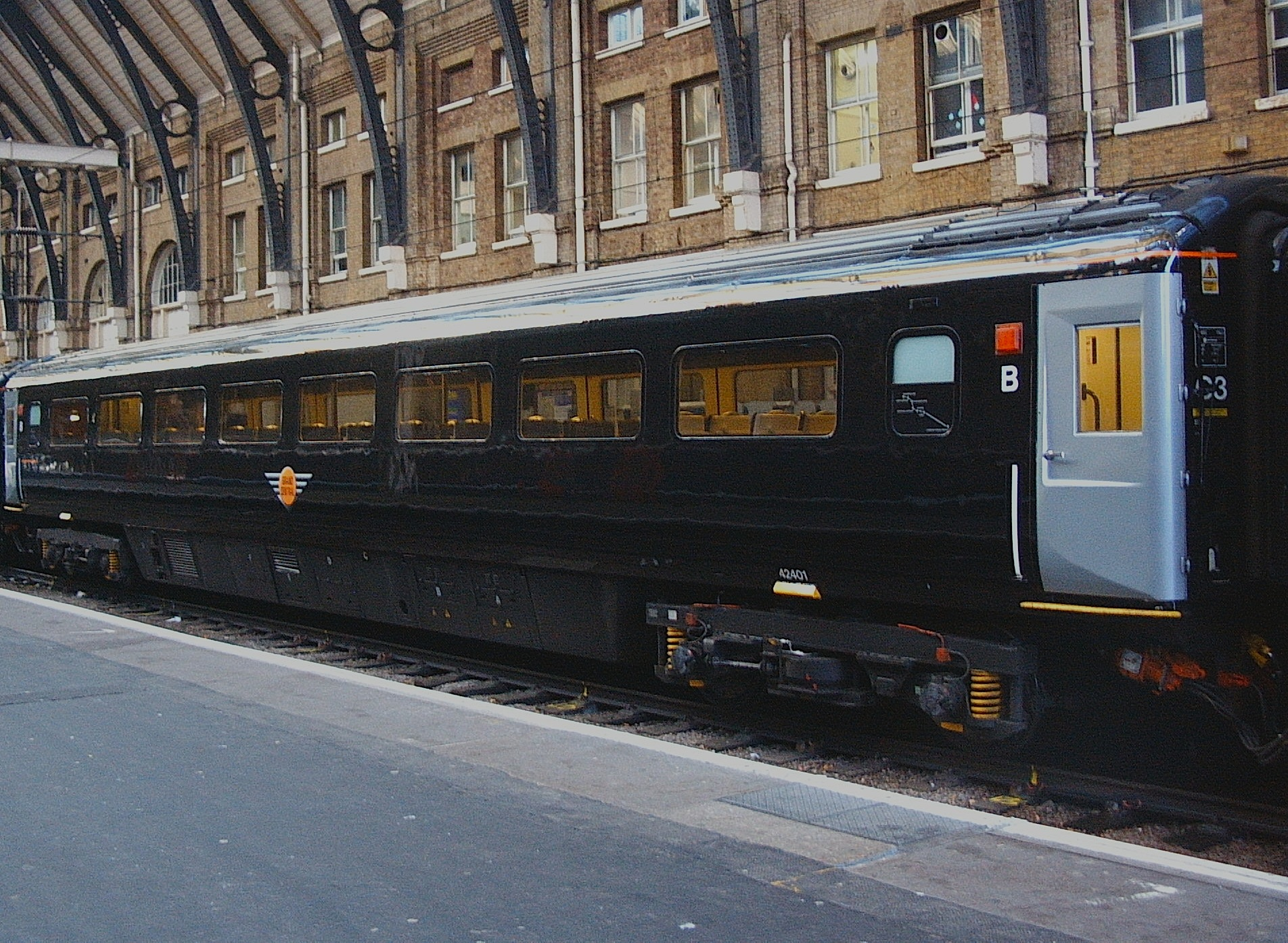
グランド・セントラルのマーク3客車（TS：2等車）

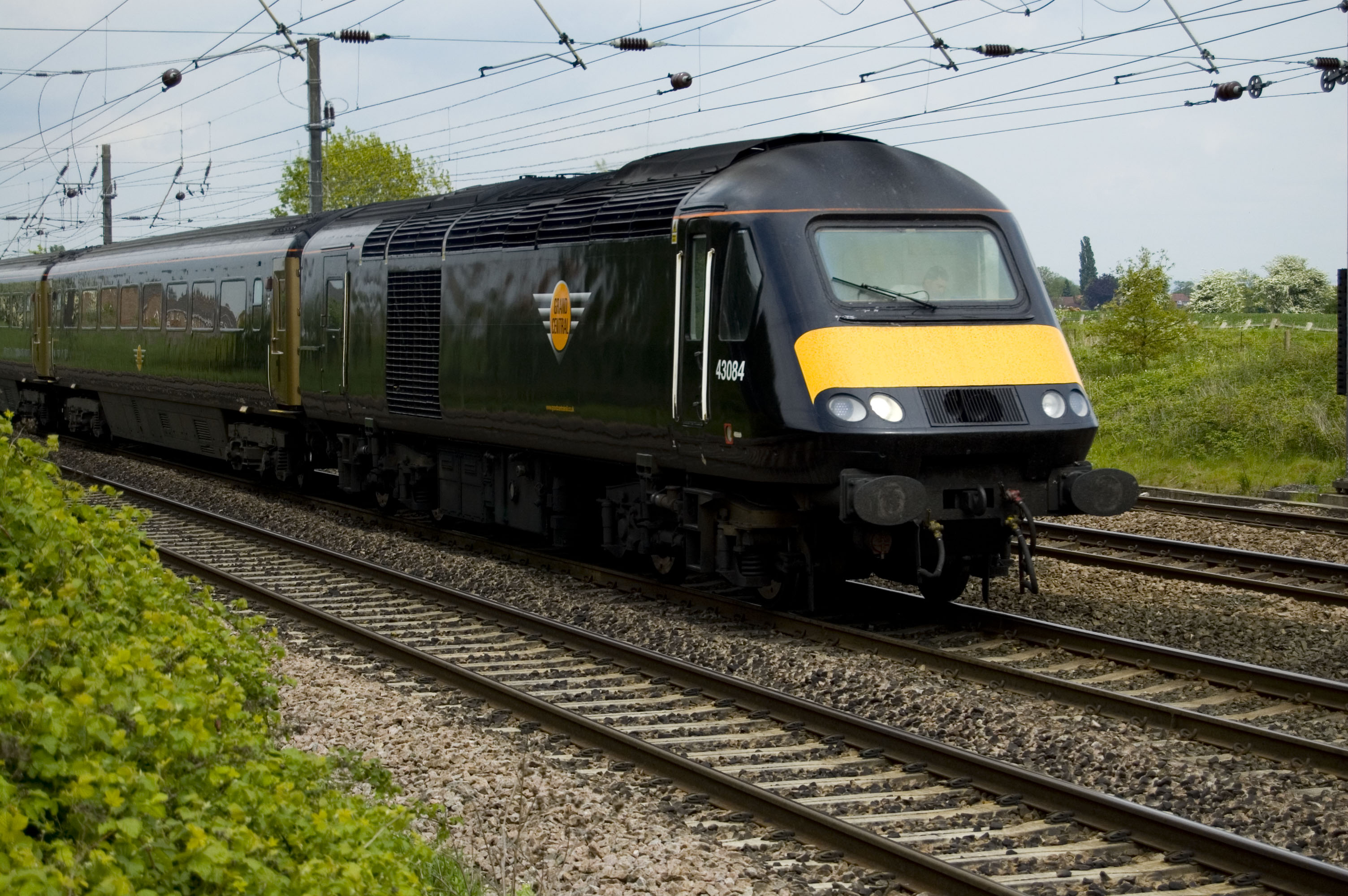
グランド・セントラルのHST。機関車先頭のねじ式連結器とバッファーに注目。

東海岸本線で列車を運行するグランド・セントラル・レイルウェイでは、6両のマーク3客車を連結したHST編成をロンドン・キングス・クロス駅からサンダーランドまでの路線に投入している。客車はHST用ではなく一般機関車用のマーク3A客車を用いるが、電源装置は43形機関車からの直接供給可能とする改造を受け、機関車の43形にもねじ式連結器とバッファーが装着されている。

### ヴァージン・トレインズ／ヴァージン・クロスカントリー

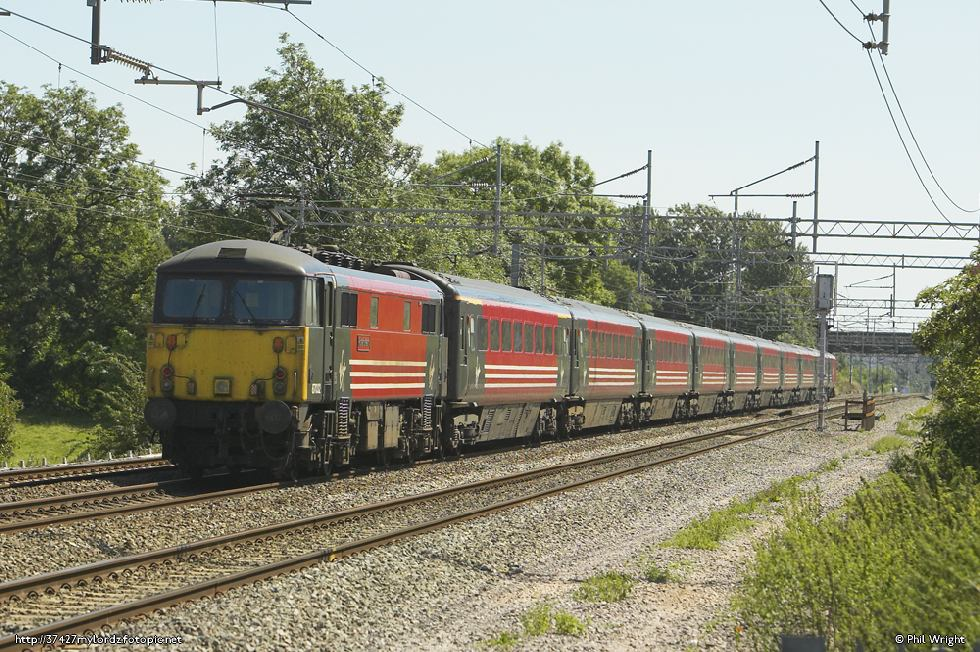
ヴァージン・トレインズの87形機関車牽引のマーク3客車。国鉄時代とほぼ同一の編成。

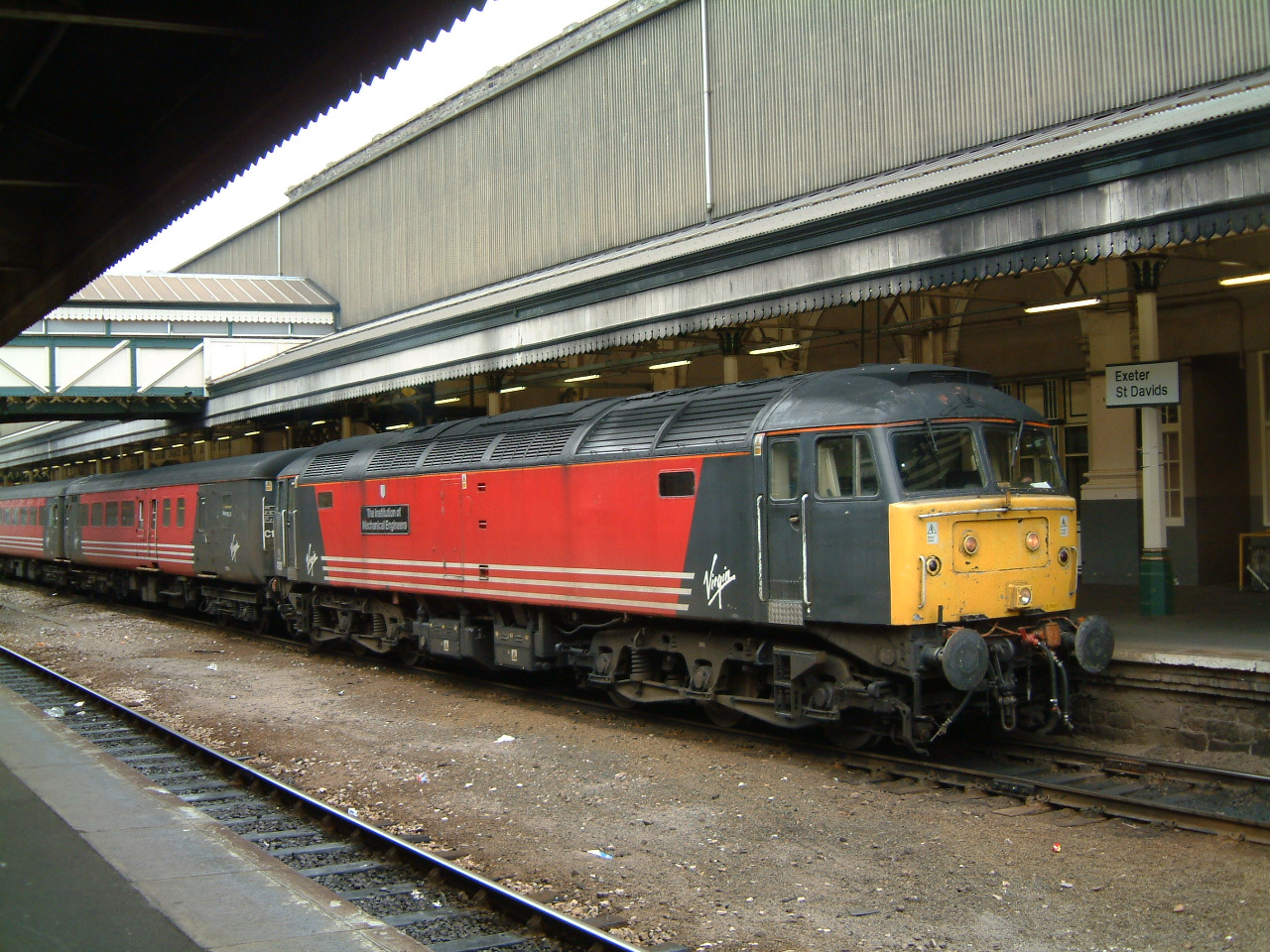
47形機関車牽引のマーク3客車。

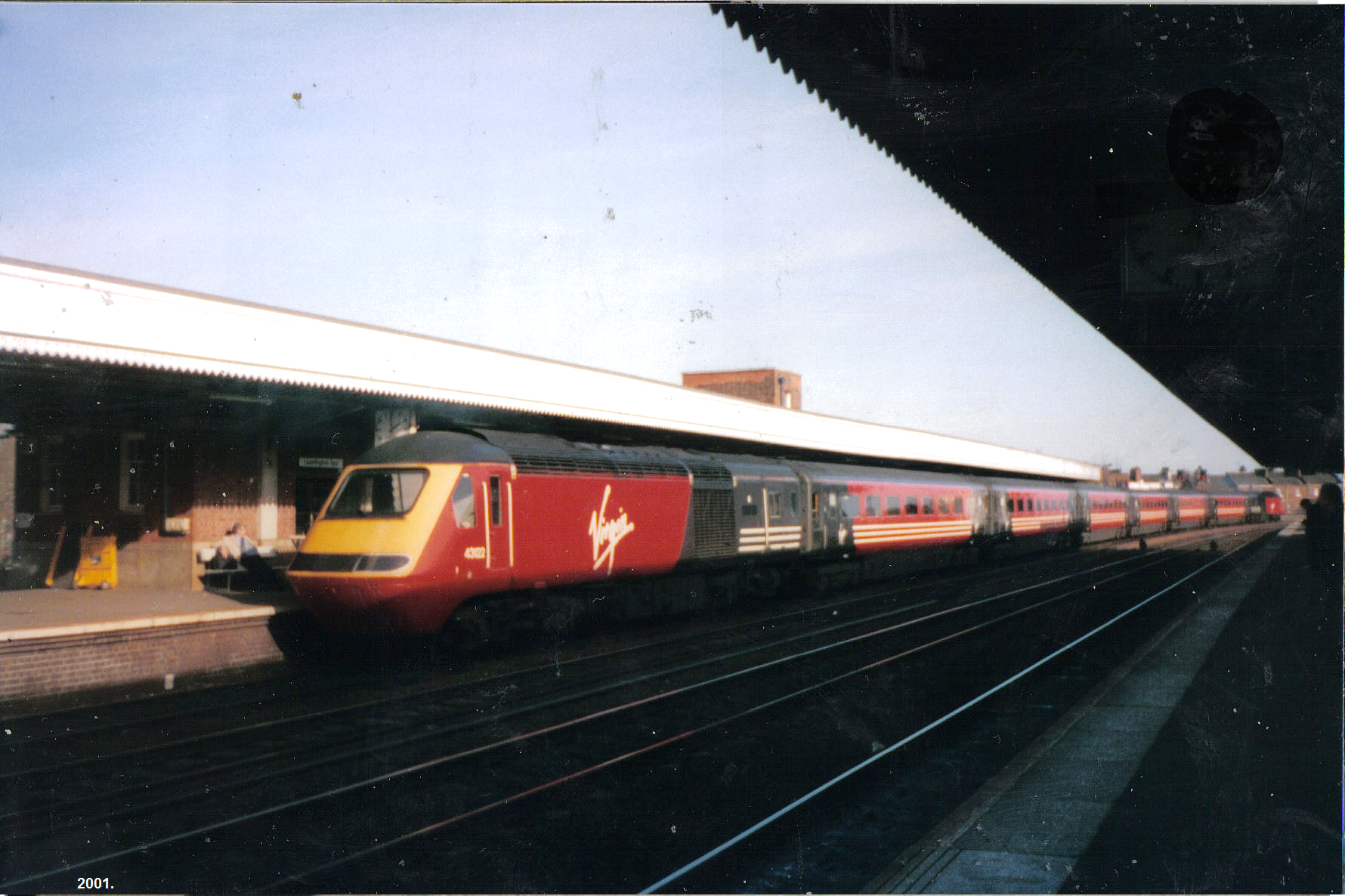
ヴァージン・トレインズのHST

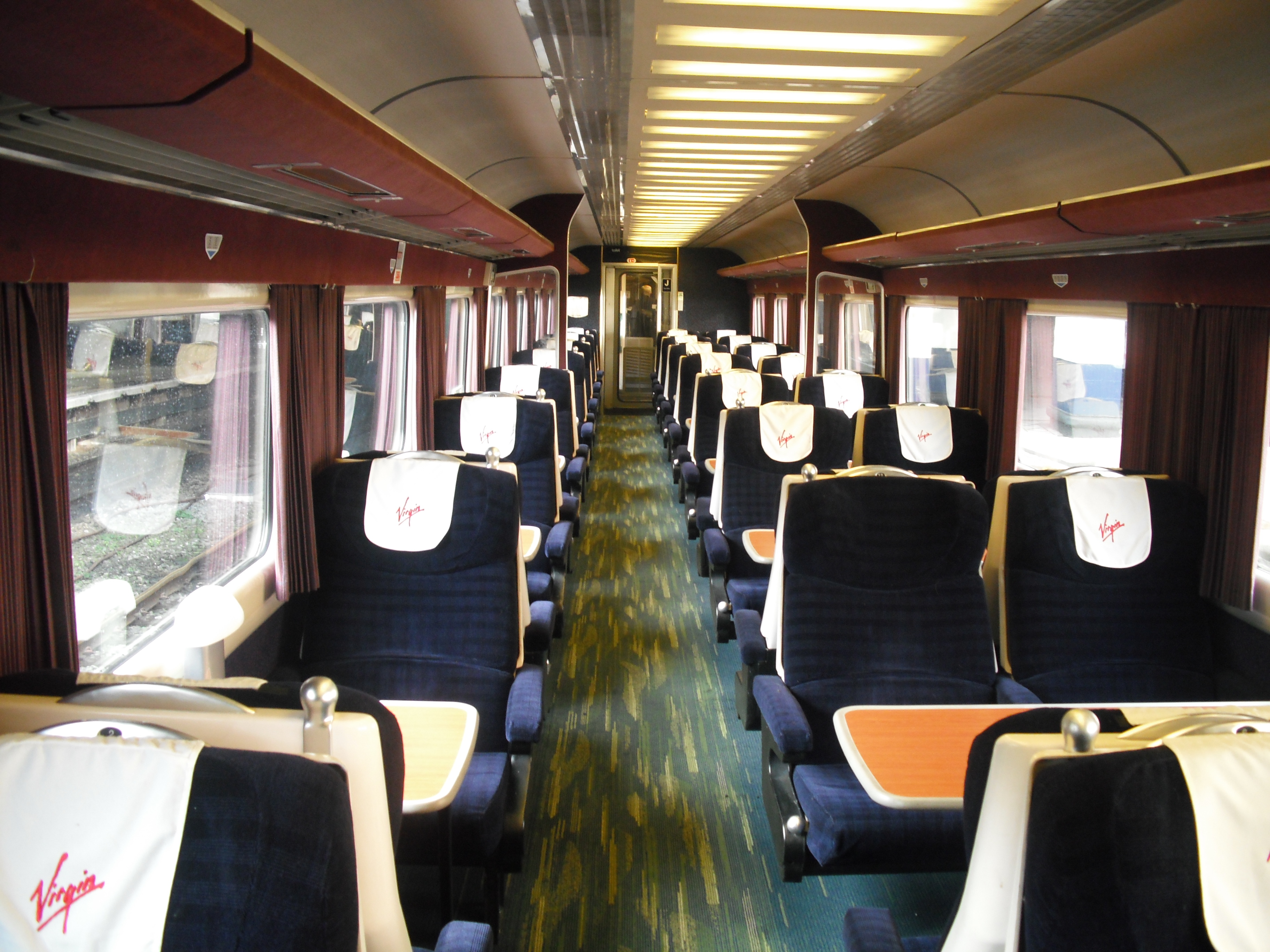
改装後の1等車の車内（2009年12月31日）

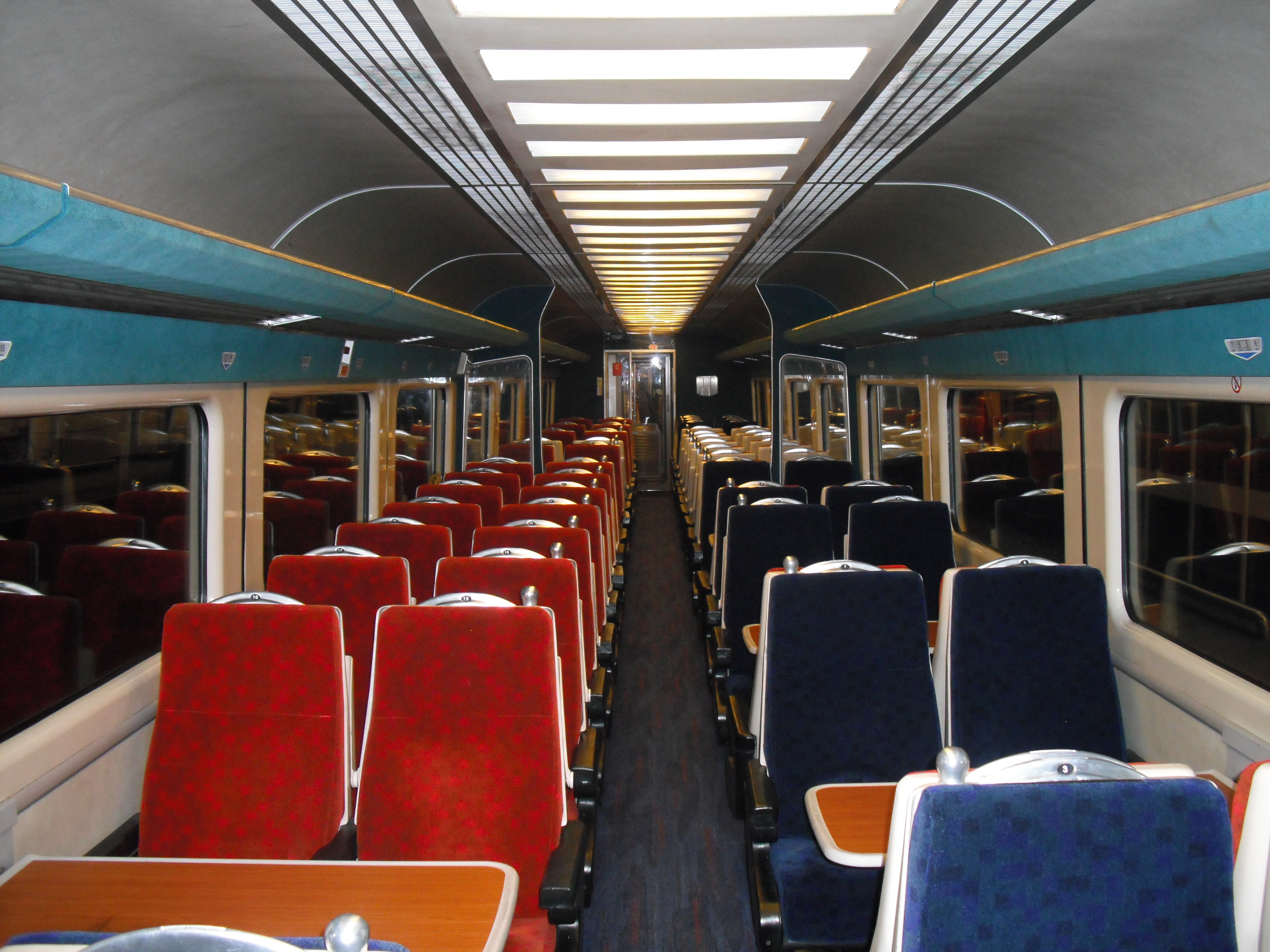
改装後の2等車の車内（2009年12月31日）

ヴァージン・グループは、1997年に西海岸本線（ヴァージン・トレインズ）及びクロスカントリールート（ヴァージン・クロスカントリー）における長距離列車の運行権を入手した。
当初は旧国鉄時代の車両で運行され、西海岸本線では87形電気機関車、クロスカントリー線では47形ディーゼル機関車によりマーク3客車を牽引していたほか、HSTも運用していた。しかし2001年に220形気動車「ヴォイジャー」の導入配備を皮切りに、翌2002年からは車体傾斜車両390形電車「ペンドリーノ」と221形気動車「スーパー・ヴォイジャー」が登場し、従来のマーク3客車を代替した。
現在でも波動用に制御荷物車1両を含むマーク3客車10両と90形電気機関車を保有しており、390形電車の改修中のロンドン・ユーストン駅 - バーミンガム間のラッシュ時の臨時列車や、2007年のグレイリッグ脱線事故（Grayrigg derailment）で被災した390033編成「シティ・オブ・グラスゴー」（後に廃車）の代走も行った。2009年7月からは唯一保有するマーク3客車編成に改装が施され、車体塗装を390形と同じ銀黒塗装化、各座席に電源コンセントとWi-Fi規格の無線LANの機器を設置し、シートカバーとカーペットを390形及び221形気動車と同一スタイルのものに張り替えた。ただし、シート本体やその他の各種内装品は国鉄時代のものを引き続き使用した。
新車導入で余剰となったマーク3客車の多くは、ウォリックシャーのロング・マーストンにて保管されている。一部は改装の上でグレート・イースタン本線の列車運行会社であるナショナル・エクスプレス・イースト・アングリアに転属し、同路線のロンドン・リバプール・ストリート駅 - ノリッジ間で運行されていたマーク2E・2F客車を代替した。この他にもファースト・グレート・ウェスタンやイースト・コーストなどが旧ヴァージンのマーク3客車を譲受し、それぞれが鉄道運行権を有するグレート・ウェスタン本線やイースト・コースト本線において運用されている。

### クロスカントリー

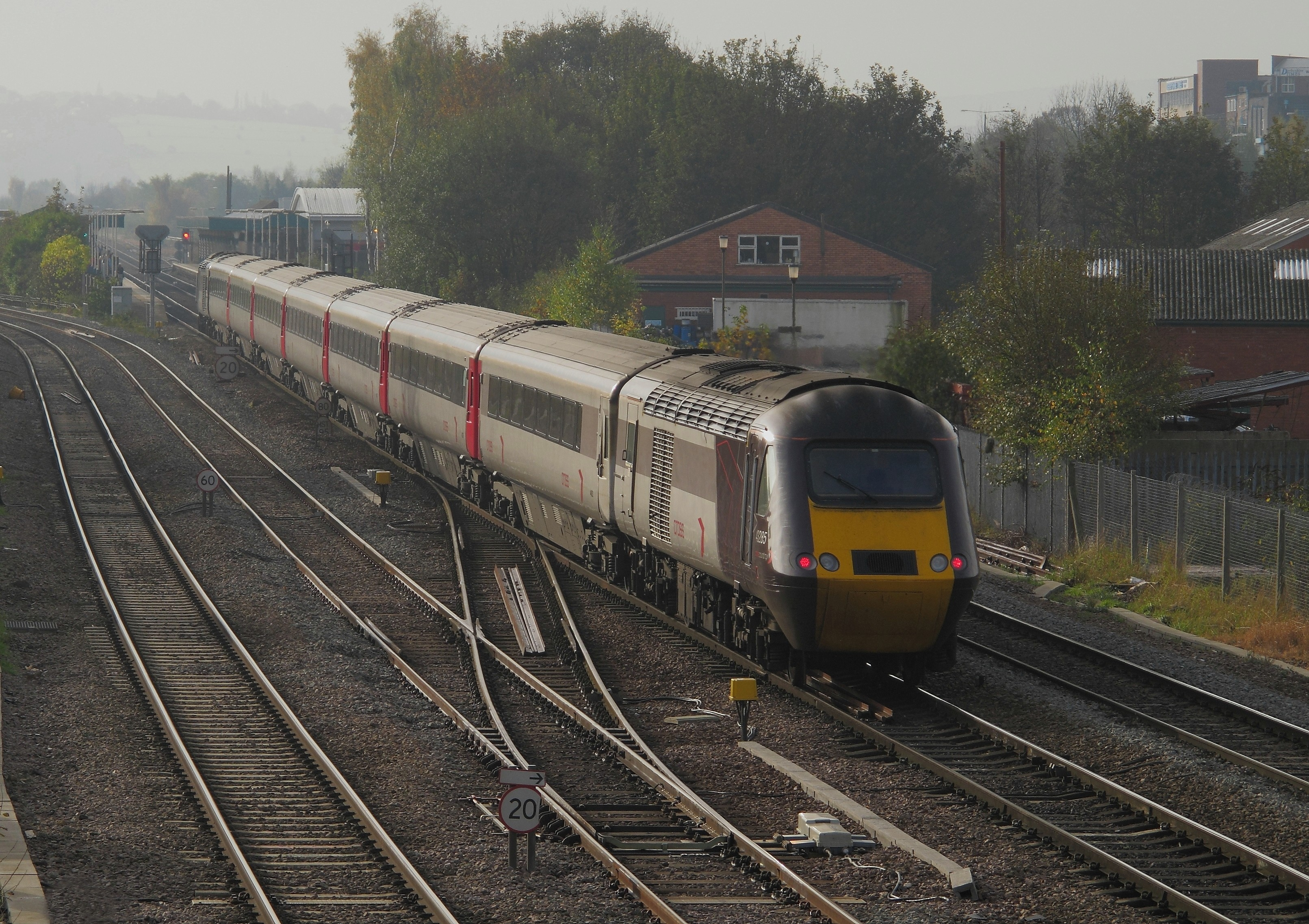
クロスカントリーのインターシティー125。

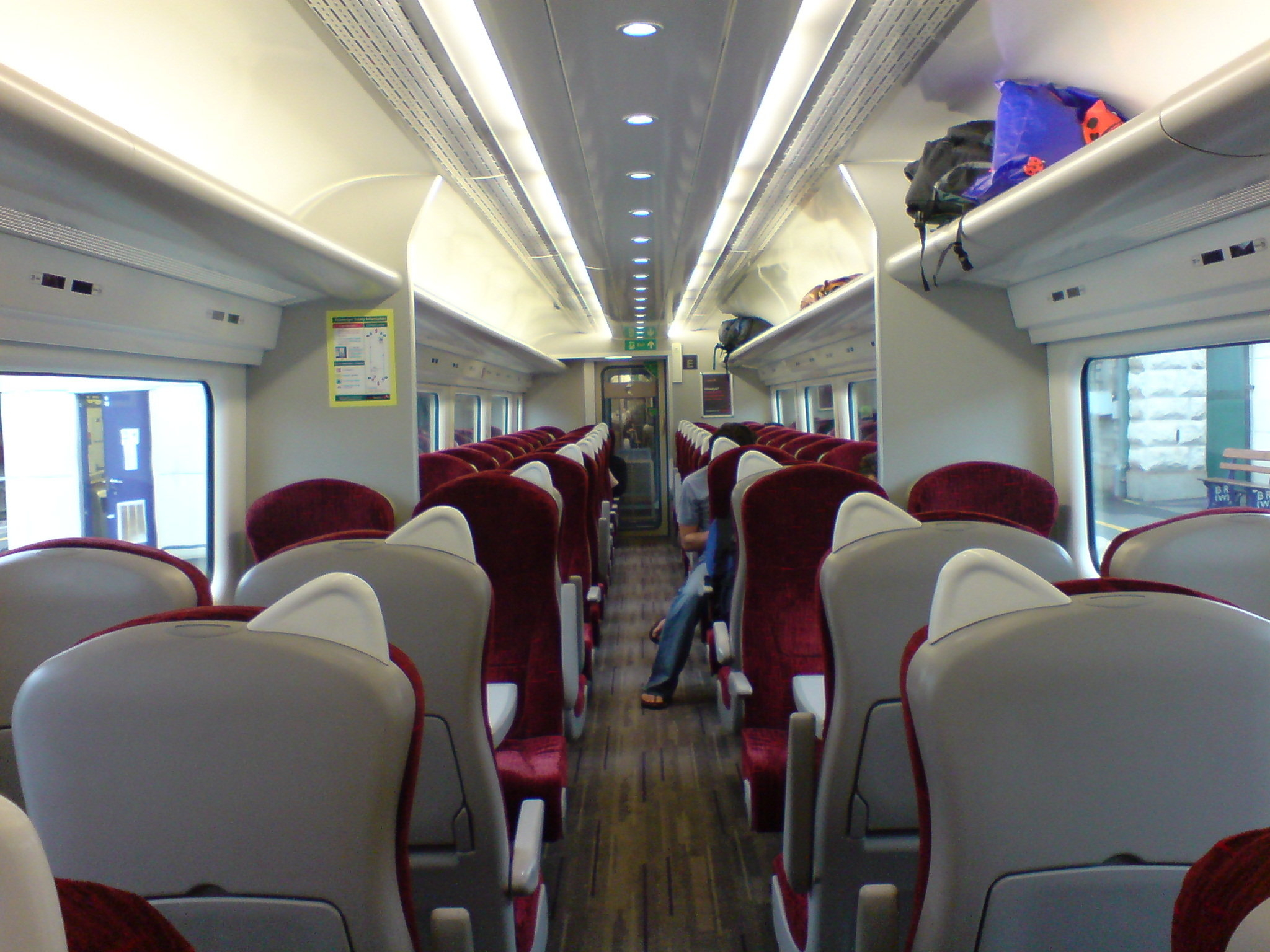
クロスカントリーのインターシティー125に連結されたマーク3客車の、TS（2等車）の内装。

クロスカントリーはヴァージン・トレインズから2007年11月11日付でクロスカントリー線における鉄道運行権を引き継いだ。
この際に、ヴァージン・トレインズがクロスカントリー線において配備・運行していた220形「ヴォイジャー」の全編成と、221形「スーパー・ヴォイジャー」の44編成のうち23編成を引き継いだほか、ヴァージン・トレインズが同路線で運用離脱後に保留車となっていたHSTの運用を再開した。ヴァージン・トレインズが同路線においてHSTの後継の一つとしていた220形では座席数が不足するのを補う輸送力増強を目的としたものである。
クロスカントリー社は各地の鉄道運行会社及び車両保有・貸出会社からHST編成を導入しているが、近い将来に一般機関車用のマーク3A客車をHST用に改造しなければならないと予想される。

### グレート・ノース・イースタン・レイルウェイ

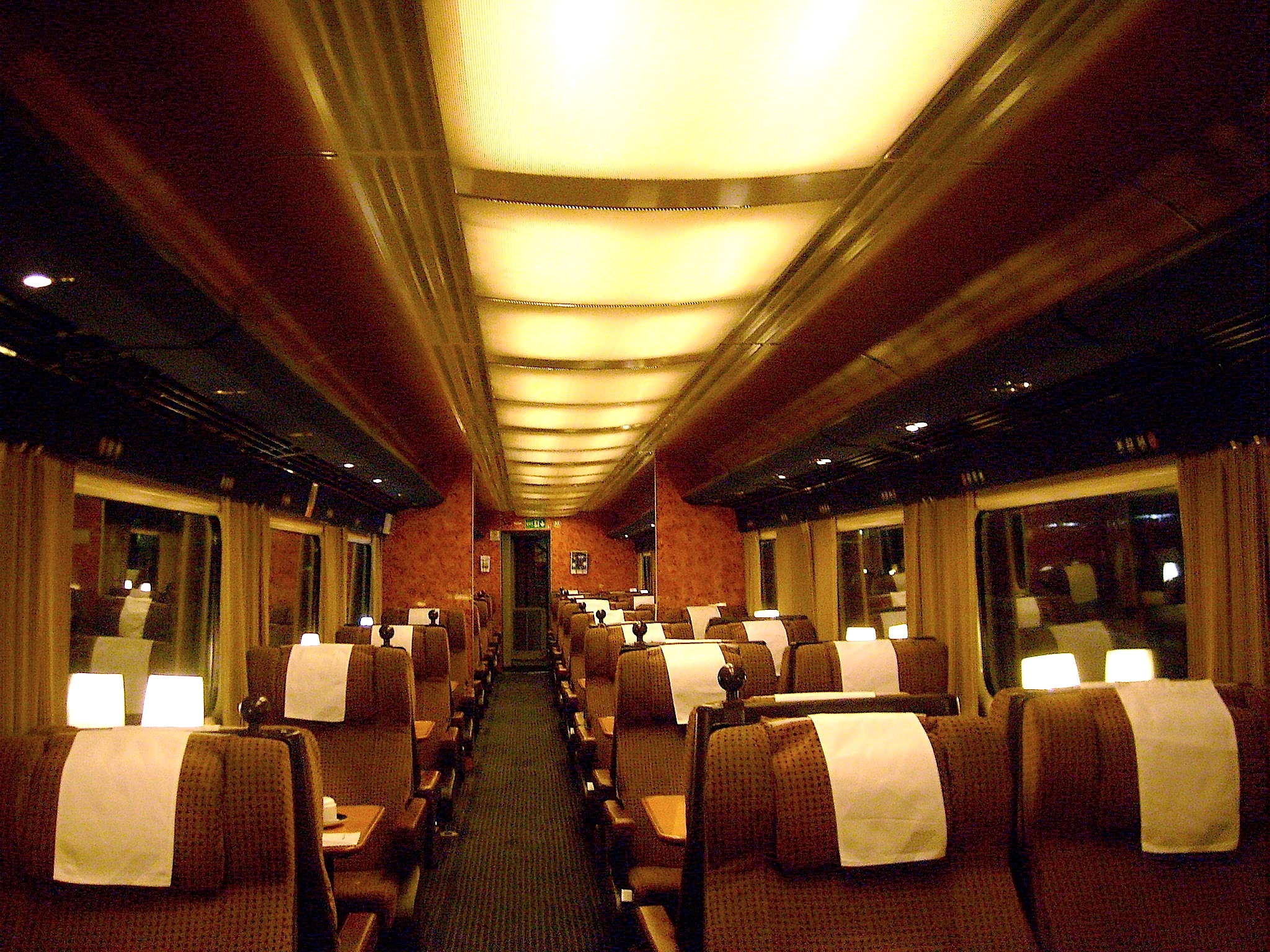
GNERによって改装された、マーク3客車のTF（1等車）の車内

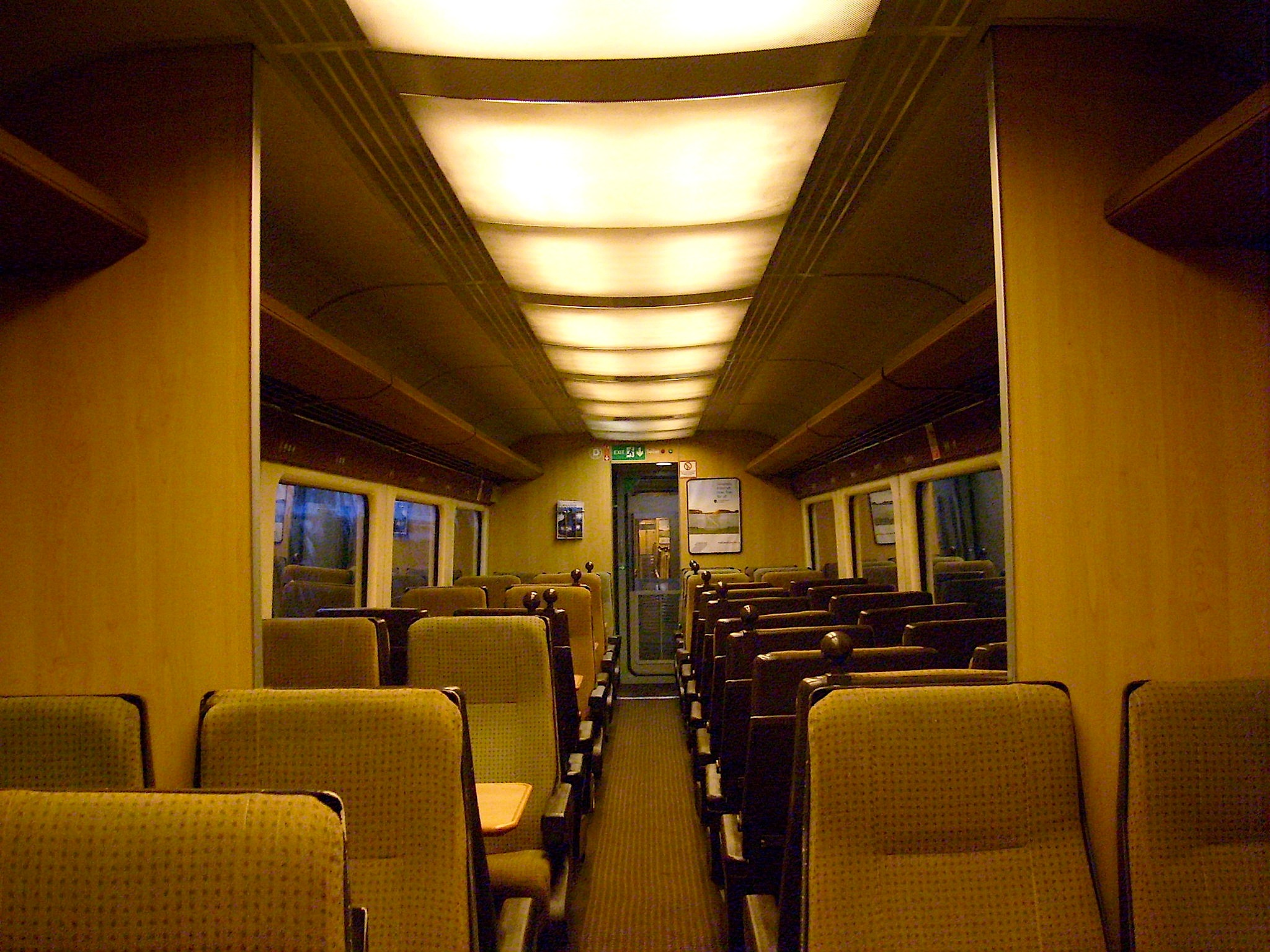
GNERによって改装された、マーク3客車のTS（2等車）の車内。

2007年1月、同年12月9日付で東海岸本線本線における鉄道運行権を失うグレート・ノース・イースタン・レイルウェイ（GNER）は、東海岸本線向けに、マーク4客車のマラード計画と同様に、シートや室内照明などの取り付け・換装の改装を施した、最初のマーク3客車を発表した。
このマーク3“マラード”客車への改装はワブテックのドンカスター工場で行われ、2009年10月までにマーク3客車の保有全車の改装と、後継のナショナル・エクスプレス・イースト・コーストへの譲渡が完了した。この直後の2009年11月14日付で、イースト・コースト本線における鉄道営業権はナショナル・エクスプレス・イースト・コーストから、イギリス運輸省が持株会社であるDirectly Operated Railwaysの子会社として設立したイースト・コーストに引き継がれた。

### ダイレクト・レール・サービス
ダイレクト・レール・サービスは1995年に、核燃料の鉄道輸送を目的に英国核燃料会社（現在の原子力廃止措置機関）の傘下に設立された公設の貨物輸送鉄道会社である。
同社は2009年8月15日からチェスターフィールド - ペイントン間を走行するチャーター列車の運行を開始した。このチャーター列車は、ダイレクト・レール・サービスが保有する47形ディーゼル機関車によって、車両保有会社（Rolling stock logistics company）のCargo-Dから借り受けた10両のマーク3客車を牽引する。
Cargo-Dは、旧ヴァージン・トレインズのマーク3客車を18両取得し、塗装を旧国鉄時代の青白塗装に塗り替え、ダイレクト・レール・サービスや各地の鉄道運行会社に貸し出している。

### レクサム＆シュロップシャー
2008年4月28日、レクサム＆シュロップシャーはシュロップシャーを経由してロンドン・メリルボーン駅と北ウェールズのレクサムの直通列車の運行権を入手した。しかし運行業績が振るわないためか、2011年1月28日に同社は列車運行を終了した。
同社の列車は67形を動力車とし、改装が施された3両（後に4両に増結）のマーク3客車と制御荷物車を連結して運用していた。列車運行終了後の車両はチルターン・レイルウェイズが引き取り、チルターン本線のロンドン・メリルボーン駅 - バーミンガム・ムーアストリート駅間の運行に投入している。

## 編成

### HST用

#### 当初編成（国鉄時代）
イギリス国鉄においてマーク3客車は、当初からインターシティー125での運用を前提として開発が進められていた。
西部管理局（Western Region of British Railways）のHST用マーク3客車は、TF-TF-TRUK-TS-TRSB-TS-TSの7両一組で、2両の43形機関車と1編成を組む253形気動車として、東部管理局（Eastern Region of British Railways）とスコットランド管理局（Scottish Region of British Railways）に配置されたマーク3客車は、上記の253形気動車にTS（2等車）1両を追加した、TF-TF-TRUK-TS-TS-TRSB-TS-TSの8両で1編成を組む254形気動車として運用を開始した。

#### 民営化後
民営化後のインターシティー125は、基本的にマーク3客車8両を連結して運用するが、イースト・コーストではTS（2等車）を1両追加して9両を連結する。
ヴァージン・トレインズは、クロスカントリー線でHST編成の中間客車を5両に減車した変則編成のHSTを2001年から2004年にかけて255形気動車として運用していた。なお、ヴァージン・トレインズからクロスカントリー線の運行権を継承したクロスカントリーにおいては、TF（1等車）を1両に減車し、簡易ビュッフェ車を連結した、7両のマーク3客車を連結する編成を保有している。
この他にもファースト・グレート・ウェスタンは、ロンドンからオックスフォードまでの路線に、ビュッフェ車を廃止して乗客数を増やした7両編成の高収容（high density）編成を運行している。

### 一般機関車用
一般的な機関車で牽引されるマーク3A客車は、西海岸本線のロンドン・ユーストン駅から発車する3つの長距離路線への投入を目的に開発された。西海岸本線における初期投入のマーク3A客車はTSO（2等車）とFO（1等車）のみであり、食堂車や寝台車はマーク1客車が継続使用されていたが、食堂車は1979年から1980年、寝台車は1981年から1982年にかけてマーク3客車に更新され、マーク1客車は1988年までに引退した。マーク3客車では制御荷物車が導入され、プッシュプル運転が可能となった。

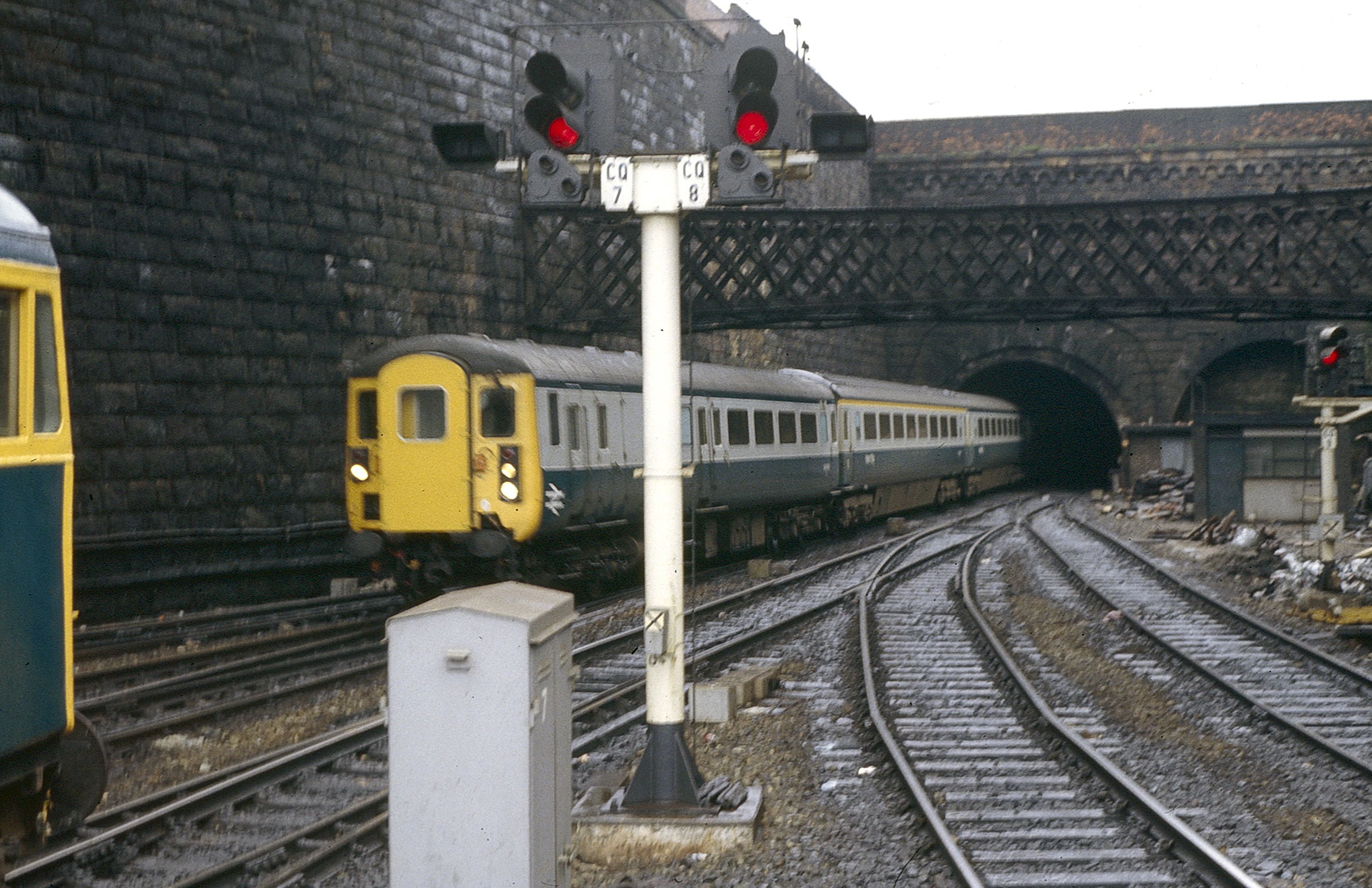
グラスゴー・クイーンストリート駅に入線する、マーク2客車のDBSO（制御客車）とマーク3客車

スコットランド管理局においてもマーク3A客車のプッシュプル運転は行われたが、この時の編成は4両のTSO（2等車）と1両のFO（1等車）のほか、編成の後端にはマーク2F客車の運転台付2等客車（Driving Brake Standard Open）が連結された。後にFOは、CO（1等/2等合造車）に変更されたが、この編成は1989年に158形気動車に代替された。

## 派生型
マーク3客車の車体構造は、イギリス国鉄が1980年代に製造した国鉄第二世代型の電車・気動車の車体設計にも流用されている。
交流電車（交流25,000V 50Hz 架線方式）
- 317形
- 318形（英語版）
- 320形（英語版）
- 321形
- 322形

直流電車（直流750V 第三軌条方式）
- 442形
- 455形
- 456形（英語版）

交直両用電車
- 319形

気動車
- 150形
- 210形（英語版）

イギリス国鉄以外では北アイルランド鉄道が同系統の450系気動車を導入している。

## イギリス国外向け

### アイルランド

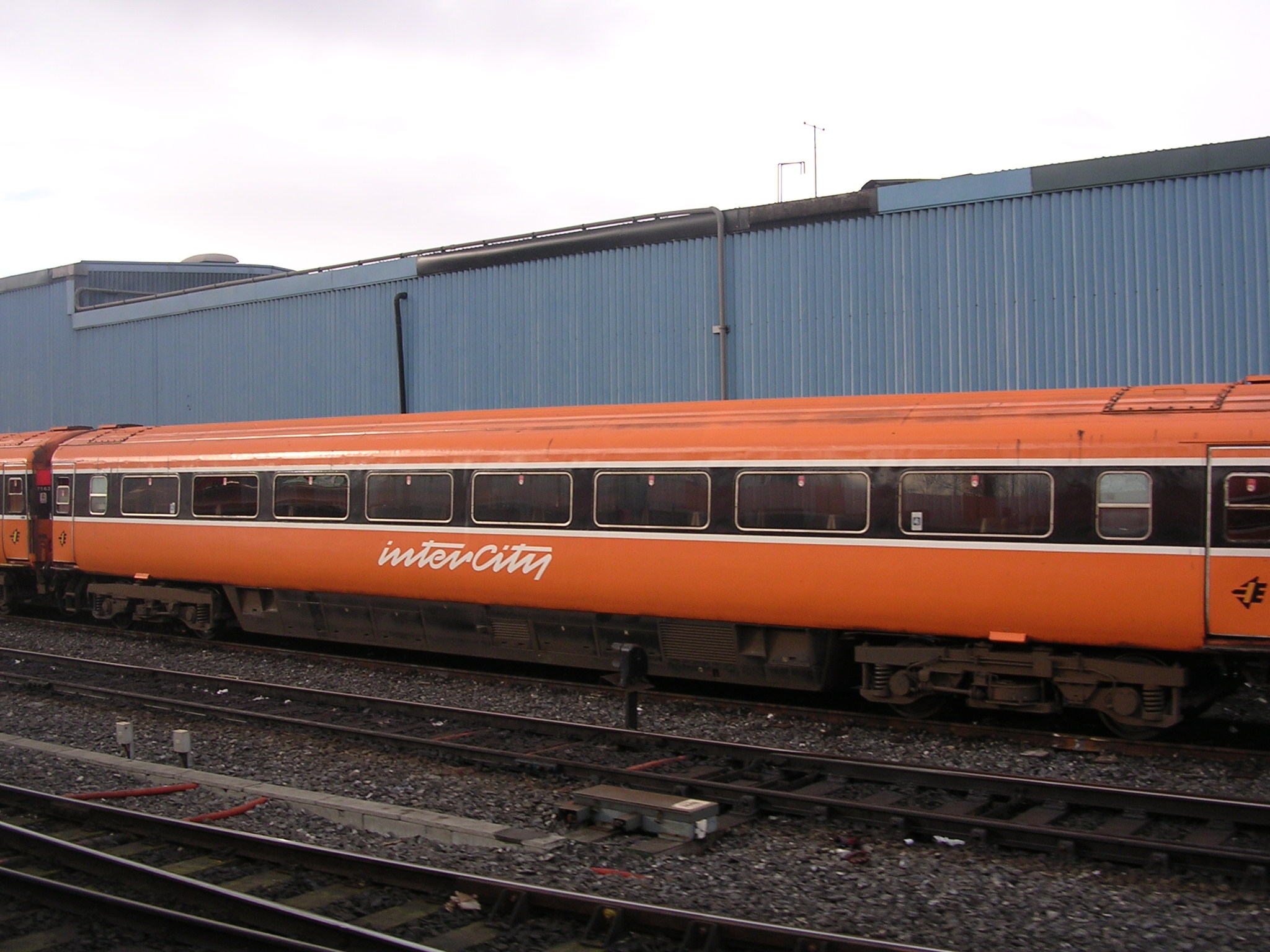
アイルランド国鉄のマーク3客車

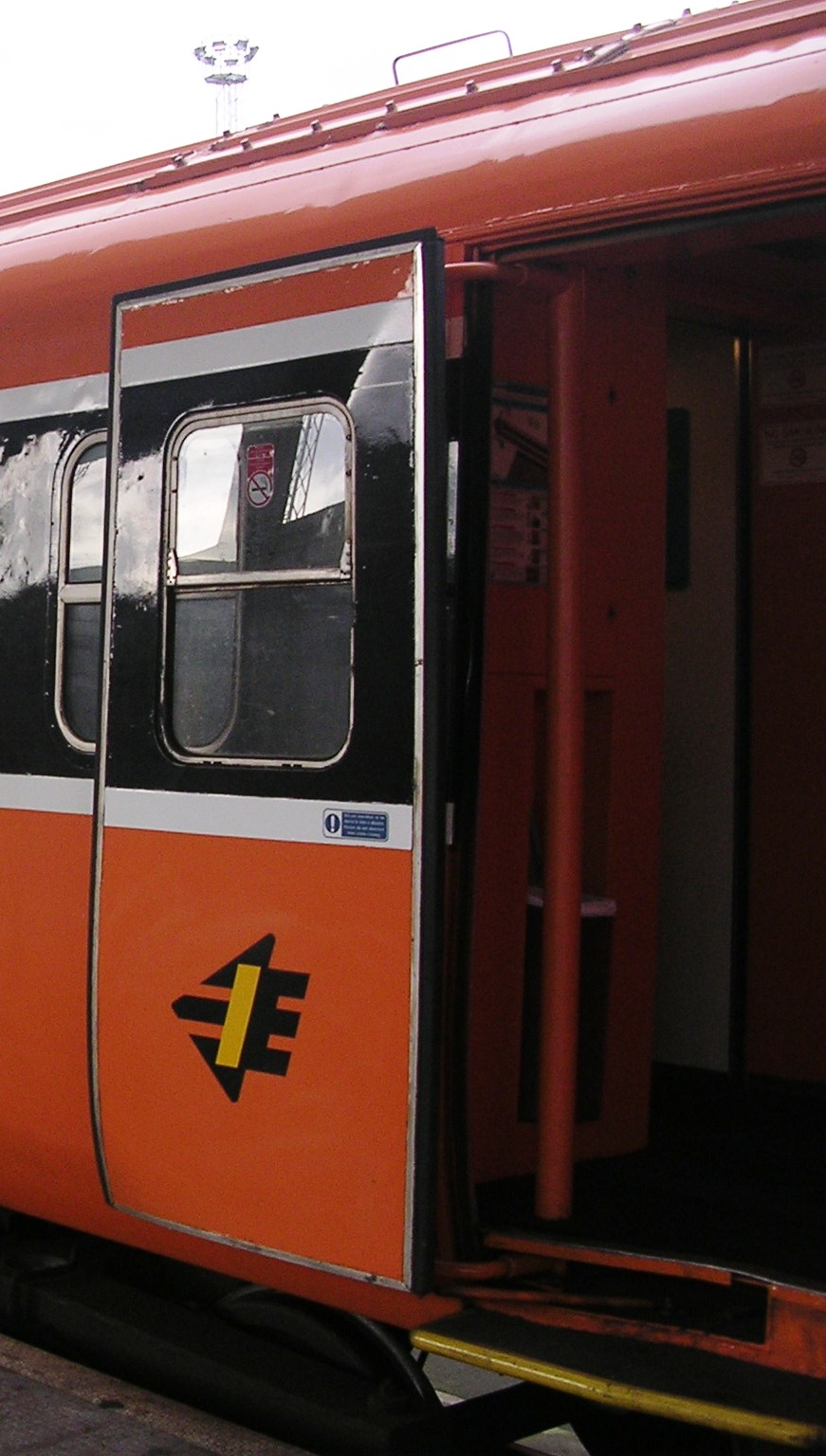
プラグドア

アイルランド共和国ではアイルランド交通システム時代からアイルランド国鉄への分社化を挟んで1984年から1989年にかけて133両（うち9両は、マーク3A相当）を導入した。
台車は軌間1,600mmの広軌（アイリッシュ・ゲージ）用となり、ドアが後のイギリス国鉄442形電車に採用されるものと同型の気圧作動式プラグドアに変更されている。また、一部の近郊列車用プッシュプル運転向けの客車を除いて、全客車にエアコンが搭載されている他、プッシュプル運転用の制御車も5両用意された。数両は一等車であり、また一部の客車は食堂車とされていた。さらに、電力供給用の電源車も存在した。
1990年代から2000年代にかけて運用されたが、2006年7月からはスペイン・CAF製のマーク4客車（イギリス国鉄のマーク4客車とは無関係）がダブリン - コーク間の路線への投入に伴い、マーク3客車は他の都市間路線に転用された。さらに2007年からは、韓国の現代ロテム製の22000系気動車（設計は日本の東急車輛製造も参加）の導入も開始され、2009年9月21日の運行を最後にアイルランド国鉄から引退した。

## 主要諸元
| 製造数   | 848両＋寝台車208両 |
| 車体全長 | 23m（75フィート） |
| 電源     | 三相交流式 415/240V 50Hz（マーク3） 直流1,000V（マーク3A/B）                                                                                              |
| 運行路線 | イースト・コースト本線 ウェスト・コースト本線 ミッドランド本線 グレート・ウェスタン本線 グレート・イースタン本線 クロスカントリー線 チルターン本線 その他 |